# Vukovski Dol
Vukovski Dol este o localitate din comuna Pesnica, Slovenia, cu o populație de 266 de locuitori.